# Thapki Pyar Ki
Thapki Pyar Ki  är en indiska TV-serie som sändes på Colors TV från 25 maj 2015.

## Rollista (i urval)
- Jigyasa Singh - Thapki Bihaan Pandey / Vaani Chaturvedi / Vaani Oberoi (2015–)
- Manish Goplani - Bihaan Balvinder Pandey (2015–)
- Ankit Bathla - Dhruv Balvinder Pandey (2015–)
- Sheena Bajaj - Aditi Dhruv Pandey / Aditi Diwakar Mishra / Aditi Chaturvedi (2015–)
- Monica Khanna - Shraddha Dhruv Pandey (2015–)
- Hardik Sangani - Diwakar Mishra (2015–)
- Alisha Panwar - Aditi Diwakar Mishra (2016)